# Narcos
Narcos (spanische Kurzform für Dealer oder Drogenhändler) ist eine US-amerikanische Kriminal- und Historien-Dramaserie über Drogenkartelle in den 1980er und 1990er Jahren in Kolumbien. Die ersten beiden Staffeln erzählen die Geschichte von Pablo Escobar und dem Medellín-Kartell, die dritte Staffel die des Cali-Kartells. Alternativ ist die Serie auch unter dem Titel Narcos: Colombia bekannt.
Am 16. November 2018 erschien der Ableger Narcos: Mexico.

## Handlung
Die Serie behandelt den Aufstieg von Pablo Escobar und dem kolumbianischen Medellín-Kartell zu einem der mächtigsten Drogenkartelle der Welt in den 1970er- und 80er-Jahren. Dabei ist sie im Kern durchaus an historische Gegebenheiten angelehnt, versteht sich jedoch nicht als Dokumentation, da entscheidende Handlungsstränge und die meisten Protagonisten dramatisiert oder gänzlich frei erfunden wurden.
In den 1970ern verdrängte Kokain zunehmend das bis dahin vorherrschende Marihuana als Modedroge in Florida. Durch den Schmuggel dieser Droge von Kolumbien in die Vereinigten Staaten und später auch den Anbau im kolumbianischen Urwald konnte Escobar enorme Gewinne erwirtschaften. Gezeigt wird auch die große Brutalität und extreme Korruption, die mit diesem Aufstieg einhergingen. Der Kampf der kolumbianischen Behörden gegen die mächtige und skrupellose Drogenmafia nahm dabei zeitweise die Ausmaße eines Bürgerkriegs an, in dem unter anderem durch Bombenanschläge auch zahlreiche Zivilisten getötet wurden und die Mafia Kopfgelder auf Polizisten und andere Staatsbedienstete aussetzte. Beleuchtet wird auch die schwierige Lage der kolumbianischen Regierung und die Frage, ob Verhandlungen mit Escobar aufgenommen werden sollen, um den Bombenterror zu beenden. Den roten Faden für den Handlungsverlauf der Serie bilden unter anderem die gesprochenen Erinnerungen des DEA-Agenten Steve Murphy; dieser war mit seinem Kollegen Javier Peña in die jahrelange Fahndung nach Escobar eingebunden, wobei beide auch selbst in den Sumpf aus Korruption und Gewalt gezogen wurden. Die erste Staffel umfasst den Zeitraum von ca. 1975 bis 1992. Die zweite Staffel endet mit dem Tod Escobars am 2. Dezember 1993 und dem sich jetzt konkret abzeichnenden Kampf gegen das Cali-Kartell.

## Entwicklung
Die Serie wurde im April 2014 als Zusammenarbeit des Video-on-Demand-Anbieters Netflix und des Fernsehstudios Gaumont International Television, einem Unternehmensbereich von Gaumont, angekündigt. Der Name der Serie ist eine umgangssprachliche Abkürzung von narcotraficante (spanisch für Drogenhändler). In den Vereinigten Staaten bezeichnet der Begriff „Narco“ oder „Narc“ einen Agenten der Drogenbekämpfungsbehörde Drug Enforcement Administration (DEA).
Die erste Staffel wurde am 28. August 2015 von Netflix per Streaming veröffentlicht. Eine zweite Staffel wurde nur sechs Tage später bestellt. Die Veröffentlichung der zweiten Staffel ist weltweit am 2. September 2016 erfolgt.
Am 6. September 2016 verlängerte Netflix die Serie um eine dritte Staffel, die am 1. September 2017 veröffentlicht wurde.
Am 11. September 2017 wurde Carlos Muñoz Portal, der als Locationscout auf der Suche nach neuen Drehorten für die geplante vierte Staffel der Serie (siehe Ableger Narcos: Mexico) war, in einer abgelegenen Gegend vor der Stadt Temascalapa erschossen in seinem Auto aufgefunden.

## Besetzung und Synchronisation
Die deutsche Synchronisation der ersten Staffel entstand unter der Dialogregie von Ronald Nitschke und nach einem Dialogbuch von Mario von Jascheroff durch die Synchronfirma German Dubbing Company in Berlin. Nach deren Insolvenz übernahm die Berliner Synchronfirma RRP Media GmbH die Synchronisation der zweiten Staffel mit Ronald Nitschke und Marion Machado Quintela als Dialogregisseuren und Lorenz Bethmann als Dialogbuchautor.

### Hauptbesetzung
| Figur                                                                       | Schauspieler/in       | Beschreibung | Staffeln | Synchronsprecher/in       |
| --------------------------------------------------------------------------- | --------------------- | --- | -------- | ------------------------- |
| Pablo Escobar                                                               | Wagner Moura          | Ein kolumbianischer Drogenboss und der Anführer des Medellín-Kartells                                                                  | 1–2      |                           |
| Javier Peña                                                                 | Pedro Pascal          | Ein Ex-DEA-Agent, der Pablo Escobar und das Medellín-Kartell mit seinem ehemaligen Kollegen Stephen Murphy untersuchte                 | 1–3      | Ronald Nitschke           |
| Stephen Murphy                                                              | Boyd Holbrook         | Ein Ex-DEA-Agent, der zusammen mit Javier Peña einer der leitenden Ermittler in der Fahndung nach Pablo Escobar war                    | 1–2      | Constantin von Jascheroff |
| Hélmer „Pacho“ Herrera                                                      | Alberto Ammann        | Ein hochrangiges Mitglied des Cali-Kartells                                                                                            | 1–3      | Tim Moeseritz             |
| Tata Escobar (basiert auf: Maria Victoria Henao)                            | Paulina Gaitán        | Pablo Escobars Ehefrau | 1–2      |                           |
| Trujillo (fiktiv)                                                           | Jorge Monterrosa      | In der Serie ist Trujillo ein Mitglied der Streitkräfte Kolumbiens                                                                     | 1–3      | Björn Bonn                |
| Gilberto Rodríguez Orejuela                                                 | Damián Alcázar        | Ein kolumbianischer Drogenboss und Mitbegründer des Cali-Kartells                                                                      | 2–3      |                           |
| Miguel Rodríguez Orejuela                                                   | Francisco Denis       | Ein kolumbianischer Drogenboss, Mitbegründer des Cali-Kartells und Gilbertos Bruder                                                    | 2–3      |                           |
| César Gaviria                                                               | Raúl Méndez           | Ein kolumbianischer Politiker und der 28. Präsident Kolumbiens                                                                         | 1–2      | Manolo Palma              |
| Navegante (basiert auf: Cesar Yusti)                                        | Juan Sebastián Calero | Ein Vollstrecker des Cali-Kartells | 1        | Fernando Lasarte Prieto   |
| Navegante (basiert auf: Cesar Yusti)                                        | Juan Sebastián Calero | | 2        | Mariano Ramírez           |
| Hermilda Gaviria (basiert auf: Hermilda de los Dolores Gaviria Berrío)      | Paulina García        | Pablo Escobars Mutter | 1–2      |                           |
| Juan Diego „La Quica“ Díaz (basiert auf: Dandeny „La Quica“ Muñoz Mosquera) | Diego Cataño          | Ein Vollstrecker im Auftrag von Pablo Escobar                                                                                          | 1–2      |                           |
| Arthur Crosby                                                               | Brett Cullen          | In der Serie ein US-Botschafter in Kolumbien                                                                                           | 2–3      | Thomas Kästner            |
| Nelson „Blackie“ Hernández                                                  | Julián Díaz           | Mitglied des Medellín-Kartells | 1–2      |                           |
| Connie Murphy                                                               | Joanna Christie       | Stephen Murphys Ehefrau | 1–2      | Nora Kunzendorf           |
| Horacio Carrillo (basiert auf: Colonel Hugo Martínez)                       | Maurice Compte        | Ein kolumbianischer Polizeichef und Kommandeur des Search Bloc                                                                         | 1–2      | Sebastian Christoph Jacob |
| Valeria Vélez (basiert auf: Virginia Vallejo)                               | Stephanie Sigman      | Eine kolumbianische Journalistin und eine Geliebte von Pablo Escobar                                                                   | 1–2      |                           |
| Jorge Salcedo                                                               | Matias Varela         | Sicherheitschef des Cali-Kartells | 3        | Abelardo Decamilli        |
| David Rodríguez (basiert auf: William Rodríguez Abadía)                     | Arturo Castro         | Sohn von Miguel Rodríguez Orejuela | 3        |                           |
| Eduardo Sandoval (fiktiv)                                                   | Manolo Cardona        | In der Serie ist Eduardo der stellvertretende Justizminister in der Regierung von Präsident Gaviria                                    | 1–2      | Christoph Krix            |
| Fernando Duque (basiert auf: Alberto Santofimio Botero)                     | Bruno Bichir          | Ein kolumbianischer Anwalt, der Pablo Escobar vertritt und für ihn im Kontakt zur kolumbianischen Regierung steht                      | 1–2      |                           |
| María Salazar (fiktiv)                                                      | Andrea Londo          | In der Serie, die Geliebte von Miguel Rodríguez Orejuela                                                                               | 3        |                           |
| Alvaro „Limón“ de Jesús Agudelo                                             | Leynar Gomez          | In der Serie ein Zuhälter und Taxifahrer aus Medellín, der einer von Escobars Sicarios wird                                            | 2        |                           |
| Gustavo Gaviria                                                             | Juan Pablo Raba       | Escobars Cousin und eines der Gründungsmitglieder des Medellín-Kartells                                                                | 1–2      |                           |
| Paola Salcedo                                                               | Taliana Vargas        | In der Serie, die Ehefrau von Jorge Salcedo                                                                                            | 3        |                           |
| Diego „Don Berna“ Murillo Bejarano                                          | Mauricio Cújar        | Gründer von Oficina de Envigado und Mitbegründer der paramilitärischen Todesschwadron Los Pepes, die gegen das Medellín-Kartell agiert | 2        |                           |

### Nebenbesetzung
| Figur                                                           | Schauspieler/in      | Beschreibung | Staffeln | Synchronsprecher/in |
| --------------------------------------------------------------- | -------------------- | --- | -------- | ------------------- |
| José „Chepe“ Santacruz Londoño                                  | Pêpê Rapazote        | ein kolumbianischer Drogenboss und Mitbegründer des Cali-Kartells                                                                       | 3        |                     |
| Chris Feistl                                                    | Michael Stahl-David  | Ein Ex-DEA-Agent, der das Cali-Kartell untersuchte                                                                                      | 3        | Martin Gleitze      |
| Daniel Van Ness (basiert auf: David Mitchell)                   | Matt Whelan          | Ein DEA-Agent, der mit Chris Feistl das Cali-Kartell untersuchte                                                                        | 3        | Fabian Oscar Wien   |
| Roberto „Poison“ Ramos                                          | Jorge A. Jimenez     | Ein Vollstrecker im Auftrag von Pablo Escobar (basiert mutmaßlich auf: Jhon Jairo „Popeye“ Velásquez)                                   | 1        |                     |
| Bill Stechner                                                   | Eric Lange           | CIA-Chef in Kolumbien | 2–3      | Dirc Simpson        |
| Hugo Martínez                                                   | Juan Pablo Shuk      | Carrillos Nachfolger als Kommandeur des Search Blocs                                                                                    | 2–3      | Bernardo Sanchez    |
| Judy Moncada (fiktiv)                                           | Cristina Umaña       | Leitet nach dem Tod ihres Mannes „Kiko“ Moncada eine eigene Organisation und trägt zur Gründung von Los Pepes bei                       | 1–2      |                     |
| Carlos Castaño                                                  | Mauricio Mejía       | Gründer der Autodefensas Campesinas de Córdoba y Urabá (ACCU) und Mitbegründer der Los Pepes                                            | 2–3      | Robert Frank        |
| Fidel Castaño                                                   | Gustavo Angarita Jr. | Bruder von Carlos und Mitbegründer der Los Pepes                                                                                        | 2–3      | Fernando Miceli     |
| Gustavo de Greiff                                               | Germán Jaramillo     | Kolumbiens Generalstaatsanwalt und vehementer Kritiker der Drogenpolitik von Präsident Gaviria                                          | 2        |                     |
| Jorge Luis Ochoa                                                | André Mattos         | Mitbegründer des Medellin-Kartells | 1        |                     |
| Fabio Ochoa                                                     | Roberto Urbina       | Bruder von Jorge Luis und Mitbegründer des Medellin-Kartells                                                                            | 1        |                     |
| Velasco (fiktiv)                                                | Alejandro Buitrago   | Hochrangiges Mitglied des Medellín-Kartells                                                                                             | 1–2      |                     |
| Ricardo Prisco (basiert auf Conrado Antonio Prisco Lopera)      | Federico Rivera      | Ältester Bruder der als Los Priscos bekannten Gruppierung                                                                               | 2        |                     |
| Guillermo Pallomari                                             | Javier Cámara        | Hauptbuchhalter von Miguel Rodríguez Orejuela                                                                                           | 3        | Victor Oller        |
| Gonzalo Rodríguez Gacha                                         | Luis Guzmán          | eines der Gründungsmitglieder des Medellín-Kartells                                                                                     | 1        |                     |
| Orlando Henao Montoya                                           | Julián Arango        | Oberhaupt des Norte-del-Valle-Kartells                                                                                                  | 3        |                     |
| Carlo Córdova (fiktiv)                                          | Andrés Crespo        | Erster Sicherheitschef des Cali-Kartells                                                                                                | 3        |                     |
| Nicolás Rodriguez (fiktiv)                                      | Sebastián Eslava     | Sohn und Anwalt von Gilberto Rodríguez Orejuela                                                                                         | 3        |                     |
| Gerardo „Kiko“ Moncada                                          | Christian Tappán     | ein Partner von Pablo Escobar | 1–2      |                     |
| Fernando „Der Wolfsmann“ Galeano                                | Orlando Valenzuela   | ein Partner von Pablo Escobar und verbunden mit Oficina de Envigado                                                                     | 1–2      |                     |
| Amado Carrillo Fuentes                                          | José María Yazpik    | Begründer des Juárez-Kartells | 3        |                     |
| Carlos Lehder                                                   | Juan Riedinger       | Mitbegründer des Medellin-Kartells | 1        | Alejandro Lorente   |
| Iván „der Schreckliche“ Torres (basiert auf Iván Marino Ospina) | Aldemar Correa       | ein kolumbianischer Guerilla und Mitbegründer der revolutionären Bewegung Movimiento 19 de Abril (M-19)                                 | 1        |                     |
| Der Löwe                                                        | Jon-Michael Ecker    | ehemaliger Drogenhändler und Schmuggler, der in den 1970er und frühen 1980er Jahren ein wichtiger Akteur im Kokainhandel in den USA war | 1–2      | Tomas Klemann       |
| Barry Seal alias McPickle                                       | Dylan Bruno          | ein Drogenschmuggler, der Kokain im Auftrag mittel- und südamerikanischer Drogenhändler in die USA flog                                 | 1        | Markus Müller       |
| Rodrigo Lara                                                    | Adan Canto           | ein kolumbianischer Politiker | 1        | Martin Nuñez        |
| Luis Carlos Galán                                               | Juan Pablo Espinosa  | ein kolumbianischer Politiker | 1        |                     |
| Diana Turbay                                                    | Gabriela de la Garza | eine kolumbianische Journalistin die vom Medellín-Kartell entführt wurde                                                                | 1        |                     |

## Videospiel
Im Herbst des Jahres 2019 erschien in Veröffentlichung durch Curve Digital das von Kuju Entertainment entwickelte Strategiespiel Narcos: Rise of the Cartels, welches auf der ersten Staffel der Serie Narcos basiert und die Möglichkeit bietet, in der Third-Person-Perspektive auf Seiten der Narcos des Medellín-Kartells oder der DEA zu stehen.